# Свердловець (футбольний клуб)
Футбольний клуб «Свердловець» або просто «Свердловець» — радянський узбецький футбольний клуб з Ташкентської області.

## Хронологія назв
- 1946 — БО
- 1947 — ОБО
- 1948—1959 — БО
- 1960—1964 — СКА
- 1965—1968 — «Свердловець»;
- 1969—1972 — СКА
- 1973—1989 — СКА-РШВСМ
- с 1990 — «Свердловець»

## Історія
Футбольний клуб «Свердловець» було засновано в 1946 році в місті Ташкент. До 1965 року, а також в період з 1969 по 1973 роки представляв місто Ташкент. Найкращі результати команда показала в перші роки свого існування. В 1948 році команда дійшла до 1/8 фіналу Кубку СРСР, а в 1950 році посів 5-те місце в Першій лізі чемпіонату СРСР з футболу. Остання згадка про клуб датується 1991 роком, коли клуб брав участь у Другій нижчій лізі чемпіонату СРСР з футболу.

## Досягнення
- Перша ліга чемпіонату СРСР з футболу
  - 5-те місце (1): 1950

- Кубок СРСР
  - 1/8 фіналу (1): 1948

## Відомі гравці
- Дмитро Ан
- Сергій Андреєв
- Арсен Балаян
- Олег Бєляков
- Іван Золотухін — Заслужений тренер РРСФР.
- Борис Коверзнев
- Микола Ширшов

## Відомі тренери
- Григорій Тучков